# Glamorama (roman)
Glamorama är en roman av Bret Easton Ellis som handlar om en manlig fotomodell, Victor Ward i New York, vars, till en början, stillsamma liv i lyx plötsligt får en dramatisk vändning. Många kända personer har mindre roller i denna historia. Romanen har uppmärksammats för att ha extremt explicita scener av olika slag.
Glamorama skulle även filmatiseras med bland andra Kip Pardue och Estella Warren i huvudrollerna och med Roger Avary som regissör, denna produktion lades dock ner.